# Carlton (Géorgie)
Pour les articles homonymes, voir Carlton.
Carlton est une ville américaine située dans le comté de Madison, en Géorgie. Selon le recensement de 2020, sa population est de 263 habitants.